# اوپن ویسپر سیستمز
اوپن ویسپر سیستمز (انگلیسی: Open Whisper Systems) به اختصار اودابلیواس (OWS) یک سازمان نرم‌افزاری است که در سال ۲۰۱۳ توسط مکسی مارلینسپایک تأسیس شد. تمرکز اصلی شرکت توسعه پروتکل سیگنال است. همچنین از یک برنامه ارتباطی رمزگذاری به نام سیگنال نگهداری می‌کند. این سازمان با گرنت و کمک‌های مالی تأمین می‌شود و تمام محصولات آن به عنوان نرم‌افزار آزاد و متن‌باز منتشر می‌شود.